# Ditassa ayangannensis
Ditassa ayangannensis är en oleanderväxtart som beskrevs av G. Morillo. Ditassa ayangannensis ingår i släktet Ditassa och familjen oleanderväxter. Inga underarter finns listade i Catalogue of Life.